# Patricio Albacete
Patricio Esteban Albacete (Buenos Aires, 9 febbraio 1981) è un ex rugbista a 15 argentino, che giocava come seconda linea.

## Biografia
Cresciuto in Argentina al Belgrano, fu ingaggiato in Francia nel 2003 dal Colomiers.
In tale club trascorse una sola stagione, nella quale tuttavia fece anche l'esordio in campo europeo (in Challenge Cup contro il Petrarca), prima di essere ingaggiato per un biennio dal Pau.
Nel 2006 fu ingaggiato dal Tolosa che lo acquistò, di fatto, sulla fiducia, essendo all'epoca infortunato a una gamba e inabile a scendere in campo; nel prosieguo di stagione esordì con il club rossonero in Heineken Cup, a Belfast contro l'Ulster.
Con il Tolosa si laureò nel 2008 campione di Francia, impresa ripetuta nel 2011, e campione d'Europa nel 2010; nel 2011 ha rinnovato il contratto per quattro stagioni a partire dal 2011-12.
A livello internazionale, esordì nel corso del campionato sudamericano 2003 contro il Paraguay a Montevideo; prese parte alla Coppa del Mondo di rugby 2003 e, successivamente, a quella del 2007, dove l'Argentina si classificò terza assoluta; a seguire, ha partecipato alla sua terza Coppa consecutiva nel 2011.

## Palmarès
- Campionati sudamericani: 1
Argentina: 2003
- Campionati francesi: 3
Tolosa: 2007-08, 2010-11, 2011-12
- Heineken Cup: 1
2009-10